# Cispius tanganus
Cispius tanganus är en spindelart som beskrevs av Roewer 1955. Cispius tanganus ingår i släktet Cispius och familjen vårdnätsspindlar. Inga underarter finns listade i Catalogue of Life.